# Arkadiusz Milik
Arkadiusz Krystian Milik (Tychy, 28 de febrero de 1994) es un futbolista polaco que juega de delantero en la Juventus F. C. de la Serie A de Italia.

## Trayectoria
El 1 de julio de 2011 firmó un acuerdo con el Górnik Zabrze por 4 años y 500 000 euros. Debutó con el Górnik el 31 de julio con empate 1-1, entró en el minuto 53 de partido. 
Marcó 11 goles en 38 partidos y atrajo el interés del Reading F. C., Tottenham Hotspur, Sevilla F. C. y Schalke 04.
7 de diciembre de 2012 llegó a un acuerdo con el conjunto alemán para los próximos 5 años por 2.6 millones de euros tras sus buenas actuaciones en el Górnik Zabrze.
En verano de 2013 fue cedido una temporada al F. C. Augsburgo para coger experiencia en la Bundesliga. Consiguió buenas actuaciones en su periodo de cesión, al disputar 20 partidos y marcar 2 tantos.
El 16 de mayo de 2014 fue cedido con opción de compra al A. F. C. Ajax para jugar en la Eredivisie. El 1 de abril de 2015 el club hizo oficial que ejercía la opción de compra pagando cerca de 3 millones por el jugador.
En julio de 2016 fue fichado por el S. S. C. Napoli en reemplazo de Gonzalo Higuaín.
En la temporada 2019-20 consiguió su primer título como jugador profesional conquistando la Coppa Italia.[cita requerida]
En enero de 2021 llegó cedido con opción de compra por 18 meses al Olympique de Marsella. Este lo adquirió en propiedad, aunque el 26 de agosto de 2022 lo prestó a la Juventus F. C. hasta el siguiente 30 de junio a cambio de 800 000 €. El acuerdo incluía una opción de compra que fue ejecutada en junio por 6,3 millones de euros y firmó un contrato hasta junio de 2026.

## Selección nacional
Jugó con la selección de Polonia la Copa Mundial de Fútbol de 2018 en la que fueron eliminados en la primera fase.

### Participaciones en Copas del Mundo
| Mundial           | Sede  | Resultado        | Partidos | Goles |
| ----------------- | ----- | ---------------- | -------- | ----- |
| Copa Mundial 2018 | Rusia | Primera fase     | 1        | 0     |
| Copa Mundial 2022 | Catar | Octavos de final | 3        | 0     |

## Estadísticas

### Clubes
Actualizado al último partido disputado el 25 de mayo de 2024.
| Club | Div.          | Temporada     | Liga  | Liga  | Copas nacionales(1) | Copas nacionales(1) | Torneos internacionales(2) | Torneos internacionales(2) | Total | Total | Media goleadora(3) |
| Club | Div.          | Temporada     | Part. | Goles | Part.               | Goles               | Part.                      | Goles                      | Part. | Goles | Media goleadora(3) |
| --- | ------------- | ------------- | ----- | ----- | ------------------- | ------------------- | -------------------------- | -------------------------- | ----- | ----- | ------------------ |
| Rozwój Katowice · Polonia | 4.ª           | 2010-11       | 10    | 4     | 0                   | 0                   | —                          | —                          | 10    | 4     | 0.4                |
| Rozwój Katowice · Polonia | Total club    | Total club    | 10    | 4     | 0                   | 0                   | —                          | —                          | 10    | 4     | 0.4                |
| Górnik Zabrze · Polonia | 1.ª           | 2011-12       | 24    | 4     | 1                   | 0                   | —                          | —                          | 25    | 4     | 0.16               |
| Górnik Zabrze · Polonia | 1.ª           | 2012-13       | 14    | 7     | 1                   | 1                   | —                          | —                          | 15    | 8     | 0.53               |
| Górnik Zabrze · Polonia | Total club    | Total club    | 38    | 11    | 2                   | 1                   | —                          | —                          | 40    | 12    | 0.3                |
| Bayer 04 Leverkusen · Alemania | 1.ª           | 2012-13       | 6     | 0     | 0                   | 0                   | 2                          | 0                          | 8     | 0     | 0                  |
| Bayer 04 Leverkusen · Alemania | Total club    | Total club    | 6     | 0     | 0                   | 0                   | 2                          | 0                          | 8     | 0     | 0                  |
| F. C. Augsburgo · Alemania | 1.ª           | 2013-14       | 18    | 2     | 2                   | 0                   | —                          | —                          | 20    | 2     | 0.1                |
| F. C. Augsburgo · Alemania | Total club    | Total club    | 18    | 2     | 2                   | 0                   | —                          | —                          | 20    | 2     | 0.1                |
| Ajax de Ámsterdam · Países Bajos | 1.ª           | 2014-15       | 21    | 11    | 4                   | 8                   | 9                          | 4                          | 34    | 23    | 0.68               |
| Ajax de Ámsterdam · Países Bajos | 1.ª           | 2015-16       | 31    | 21    | 2                   | 0                   | 9                          | 3                          | 42    | 24    | 0.57               |
| Ajax de Ámsterdam · Países Bajos | Total club    | Total club    | 52    | 32    | 6                   | 8                   | 18                         | 7                          | 76    | 47    | 0.62               |
| S. S. C. Napoli · Italia | 1.ª           | 2016-17       | 17    | 5     | 2                   | 0                   | 4                          | 3                          | 23    | 8     | 0.35               |
| S. S. C. Napoli · Italia | 1.ª           | 2017-18       | 15    | 5     | 0                   | 0                   | 2                          | 1                          | 17    | 6     | 0.35               |
| S. S. C. Napoli · Italia | 1.ª           | 2018-19       | 35    | 17    | 2                   | 1                   | 10                         | 2                          | 47    | 20    | 0.43               |
| S. S. C. Napoli · Italia | 1.ª           | 2019-20       | 26    | 11    | 4                   | 0                   | 5                          | 3                          | 35    | 14    | 0.4                |
| S. S. C. Napoli · Italia | 1.ª           | 2020-21       | 0     | 0     | 0                   | 0                   | 0                          | 0                          | 0     | 0     | 0                  |
| S. S. C. Napoli · Italia | Total club    | Total club    | 93    | 38    | 8                   | 1                   | 21                         | 9                          | 122   | 48    | 0.39               |
| Olympique de Marsella Francia | 1.ª           | 2020-21       | 15    | 9     | 1                   | 1                   | ―                          | ―                          | 16    | 10    | 0.63               |
| Olympique de Marsella Francia | 1.ª           | 2021-22       | 23    | 7     | 4                   | 5                   | 10                         | 8                          | 37    | 20    | 0.54               |
| Olympique de Marsella Francia | 1.ª           | 2022-23       | 2     | 0     | ―                   | ―                   | ―                          | ―                          | 2     | 0     | 0                  |
| Olympique de Marsella Francia | Total club    | Total club    | 40    | 16    | 5                   | 6                   | 10                         | 8                          | 55    | 30    | 0.55               |
| Juventus F. C. · Italia | 1.ª           | 2022-23       | 27    | 7     | 3                   | 0                   | 9                          | 2                          | 39    | 9     | 0.23               |
| Juventus F. C. · Italia | 1.ª           | 2023-24       | 32    | 4     | 4                   | 4                   | —                          | —                          | 36    | 8     | 0.22               |
| Juventus F. C. · Italia | 1.ª           | 2024-25       | 0     | 0     | 0                   | 0                   | 0                          | 0                          | 0     | 0     | 0                  |
| Juventus F. C. · Italia | Total club    | Total club    | 59    | 11    | 7                   | 4                   | 9                          | 2                          | 75    | 17    | 0.23               |
| Total carrera | Total carrera | Total carrera | 316   | 114   | 30                  | 20                  | 60                         | 26                         | 406   | 160   | 0.39               |
| (1) Incluye datos de Copa de Polonia, Copa de los Países Bajos, Copa de Alemania, Copa Italia y Copa de Francia. (2) Incluye datos de Liga Europa de la UEFA, Liga de Campeones de la UEFA y Liga Europa Conferencia de la UEFA. (3) No incluye goles en partidos amistosos. |               |               |       |       |                     |                     |                            |                            |       |       |                    |

## Palmarés

### Títulos nacionales
| Título      | Club            | País   | Año  |
| ----------- | --------------- | ------ | ---- |
| Copa Italia | S. S. C. Napoli | Italia | 2020 |
| Copa Italia | Juventus F. C.  | Italia | 2024 |